# Catherine Tanvier
Catherine “Cathy” Tanvier (Toulouse, 1965. május 28. –) francia teniszezőnő. Pályafutása során hat páros WTA-tornát nyert meg.

## Év végi világranglista-helyezései
| Év       | 1987 | 1988 | 1989 | 1990 | 1991 | 1992 | 1993 | 1994 | 1995 |
| Helyezés | 94.  | 77.  | 65.  | 96.  | 111. | 98.  | 765. | 475. | 535. |